# Red Dot (película)
Red Dot (en España: Punto rojo) es una película sueca de 2021, del género thriller, escrita por Alain Darborg con Per Dickson y dirigida por Alain Darborg. La película está protagonizada por Johannes Kuhnke, Nanna Blondell, Anastasios Soulis, Kalled Mustonen y Tomas Bergström. Se estrenó en Netflix el 11 de febrero de 2021.

## Sinopsis
Cuando Nadja queda embarazada, ella y su novio intentan reavivar su relación viajando al norte de Suecia para hacer una excursión, pero su viaje romántico pronto se convierte en una pesadilla.

## Reparto
- Nanna Blondell - Nadja
- Anastasios Soulis - David
- Kalled Mustonen - Jarmo
- Tomas Bergström - Rolle
- Johannes Kuhnke - Einar

## Producción
La película fue anunciada como una Netflix Films en el Festival Internacional de Cine de Estocolmo el 14 de noviembre de 2019.